# Unstone Green
Unstone Green är en by i Derbyshire i England. Byn är belägen 40,4 km 
från Derby. Orten har 963 invånare (2015).